# St. Cloud Norsemen
St. Cloud Norsemen är ett amerikanskt juniorishockeylag som spelar i North American Hockey League (NAHL) sedan 2003, de grundades dock med namnet Minnesota Blizzard och var baserat i Alexandria i Minnesota. 2006 bytte de namn till Alexandria Blizzard och 2012 flyttade laget till Brookings i South Dakota för att vara Brookings Blizzard 2019 flyttades laget igen och den här gången till St. Cloud i Minnesota för att vara St. Cloud Blizzards, laget fick dock nytt namn säsongen därpå. De spelar sina hemmamatcher i inomhusarenan St. Cloud Municipal Athletic Complex, som har en publikkapacitet på 1 800 åskådare, i just St. Cloud. Norsemen har fortfarande inte vunnit någon Robertson Cup, som delas ut till det lag som vinner NAHL:s slutspel.
De har fostrat spelare som Paul LaDue.